# Brachyterapia
Brachyterapia, terapia kontaktowa, curieterapia – radioterapeutyczna technika leczenia polegająca na bezpośrednim napromienianiu zmian chorobowych, przez umieszczenie źródła promieniowania w guzie lub jego sąsiedztwie. Podstawowym zastosowaniem brachyterapii jest leczenie zmian nowotworowych, ale jest ona wykorzystywana także w terapii innych schorzeń (tocznia, bliznowca).

## Informacje ogólne
Główną przewagą brachyterapii nad teleterapią jest jej precyzja – dzięki umieszczeniu źródła promieniotwórczego bezpośrednio w okolicy guza (lub nawet w jego wnętrzu) możliwa jest tzw. konformalizacja terapii, czyli zwiększenie dawki, która trafia w zmianę, przy jednoczesnym zmniejszeniu narażenia zdrowych organów na radiację. Ma to szczególnie wielkie znaczenie przy leczeniu nowotworów w okolicy narządów wysoce wrażliwych na promieniowanie jonizujące, na przykład płuc.
Do wad brachyterapii zaliczamy skomplikowany proces planowania leczenia (wymaga użycia zaawansowanych technik komputerowych), wysokie dawki promieniowania (dotyczy gł. metody HDR – może to być niebezpieczne np. przy przesunięciu się aplikatora – por. dalej) oraz niemożność dotarcia aplikatora w niektóre rejony ciała (np. wewnątrz czaszki).
Typowymi wskazaniami do zastosowania brachyterapii w samodzielnym leczeniu radykalnym nowotworów są:  rak gruczołu krokowego (w niskiej i pośredniej grupie ryzyka wznowy), rak dna jamy ustnej, trzonu języka, policzka i wargi w niskich stopniach zaawansowania, rak skóry (podstawnokomórkowy i płaskonabłonkowy) oraz rak prącia, gdzie przy niskim stopniu zaawansowania brachyterapia jest jedynym leczeniem pozwalającym zachować narząd.
Źródło promieniotwórcze w brachyterapii jest najczęściej umieszczane w tzw. aplikatorze, czyli plastikowej rurce, która wprowadzana jest w bezpośrednią okolicę guza (może być ona nawet przebijana na wylot przez ciało, jak ma to miejsce np. w leczeniu nowotworów piersi). Cała procedura załadunku, w celu zmniejszenia narażenia personelu na promieniowanie, odbywa się automatycznie, po opuszczeniu przez personel tzw. bunkra, czyli pomieszczenia, w którym odbywa się sesja radioterapii.
Do rzadziej stosowanych metod brachyterapii zaliczamy umieszczanie w ciele źródeł stałych, np. kulek lub igieł wykonanych z radioaktywnego izotopu jodu o krótkim okresie półtrwania. Źródło takie jest umieszczane w ciele pacjenta na stałe i uszkadza komórki nowotworowe, po czym stopniowo traci na aktywności.

## Historia brachyterapii

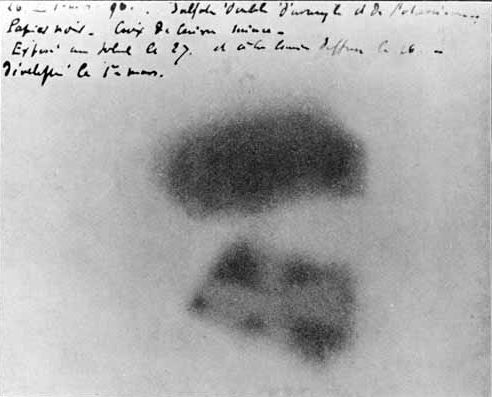
Fragment kliszy fotograficznej należącej do Becquerela, która została zaciemniona przez promieniowanie radioaktywne soli uranu

Idea leczenia chorób izotopami promieniotwórczymi pojawiła się na początku XX wieku pięć lat po odkryciu naturalnej promieniotwórczości przez Becquerela. Pierwszym pierwiastkiem stosowanym w tej terapii był odkryty przez małżeństwo Curie rad. Początkowo leczenie radem stosowano jako brachyterapię kontaktową i leczono tym sposobem zmiany nowotworowe skóry, ale już po kilku latach, w 1903 roku, Aleksander Bell zaproponował leczenie poprzez umieszczanie izotopów w naturalnych jamach ciała (brachyterapia śródjamowa) i następnie bezpośrednio w zmianach nowotworowych (brachyterapia śródtkankowa).
Kolejnym ważnym wydarzeniem dla rozwoju brachyterapii było otwarcie w 1905 pierwszego ośrodka dedykowanego takiej formie terapii – Instytutu Radowego w Manchesterze. Kolejne lata można by nazwać okresem regresu, ponieważ terapia radem (który był podstawowym pierwiastkiem stosowanym w brachyterapii do lat 50. XX wieku) nie zawsze przynosiła spodziewane efekty. Wielką przeszkodą było także narażenie na promieniowanie jonizujące personelu medycznego. Oczywiście przez te lata brachyterapia ciągle się rozwijała, zgromadzono przede wszystkim bardzo bogaty materiał kliniczny, co pozwoliło na opracowanie lepszych metod aplikacji izotopów oraz frakcjonowania dawek. Przełomową datą okazał się rok 1934, kiedy to Irène i Frédéric Joliot-Curie odkryli sztuczną promieniotwórczość, co dawało nadzieje na produkcję izotopu o pożądanych własnościach. Przez kolejne lata podejmowano próby produkcji takiego izotopu, co doprowadziło 1956 do wykrycia promieniotwórczego irydu 192 – pierwiastka który właściwie do dziś jest podstawowym izotopem stosowanym w brachyterapii. W 1953 opracowano, bardzo ważne z punktu widzenia ochrony radiologicznej, zasady tzw. afterloadingu (Haenschke i Hilaris) – metody, która pozwala na aplikację radioizotopów w sposób całkowicie zautomatyzowany bez bezpośredniego udziału personelu medycznego. Kolejne lata to głównie rozwój sprzętu oraz aplikacji do planowania leczenia. Obecnie dąży się, aby cały proces leczenia (diagnoza, planowanie, naświetlanie) odbywały się w jednym pomieszczeniu, tak zwanym IBU (ang. integrated brachytherapy unit). Podstawową zaletą takiego podejścia jest komfort pacjenta oraz zwiększone bezpieczeństwo radiologiczne.

## Odmiany brachyterapii
- brachyterapia wewnątrztkankowa: umieszczenie źródła promieniowania w guzie
- brachyterapia wewnątrzjamowa: umieszczenie źródła promieniowania w bezpośrednim sąsiedztwie guza przy użyciu naturalnych otworów w ciele (jama ustna, drogi rodne)
- brachyterapia powierzchniowa: umieszczenie źródła promieniotwórczego na skórze w celu wyleczenia zmian powierzchniowych
- brachyterapia śródnaczyniowa: źródła promieniotwórcze umieszczane są w naczyniach krwionośnych, aby zapobiec restenozie.
- brachyterapia śródoperacyjna

## Podział brachyterapii ze względu na czas i intensywność napromieniowywania
- HDR (ang. high dose rate – wysoka moc dawki) – sesja napromieniowania trwa dość krótko (zazwyczaj kilka minut), lecz używane jest źródło o bardzo wysokiej aktywności promieniotwórczej.
- LDR (ang. low dose rate – niska moc dawki) – zabieg jest długotrwały (najczęściej trwa około doby), lecz stosowane są źródła o znacznie niższej aktywności promieniotwórczej. Metoda ta stosowana jest głównie w nowotworach układu rozrodczego. Daje doskonałe efekty terapeutyczne, lecz powoduje znaczny dyskomfort – wymaga od pacjentki pozostania w niemal całkowitym bezruchu przez wiele godzin.
- PDR (ang. pulsed dose rate – pulsująca moc dawki) – aplikator jest umieszczony w ciele pacjenta przez długi czas, lecz źródło promieniotwórcze jest na zmianę wpuszczane do niego i wyciągane z powrotem (cała procedura jest z góry programowana przez człowieka i realizowana przez komputer). Średnia moc dawki stosowana w PDR ma wartość pośrednią między stosowaną w HDR a stosowaną w LDR.
- Ultra LDR – terapia niskoaktywnymi izotopami umieszczanymi na stałe w ciele pacjenta.

## Izotopy stosowane w brachyterapii
| Pierwiastek | Liczba masowa izotopu | Średnia energia (MeV) | Forma aplikatora         | T½         | Zastosowanie                                |
| ----------- | --------------------- | --------------------- | ------------------------ | ---------- | ------------------------------------------- |
| cez         | 137                   | 0,662                 | tuby, igły, ziarna       | 30,3 roku  | czasowe implantacje dojamowe i śródtkankowe |
| fosfor      | 32                    | 0,35                  | roztwór, koloid          | 8 dni      | okulistyka                                  |
| iryd        | 192                   | 0,397                 | druty, igły, ziarna      | 73,8 dnia  | czasowe implantacje śródtkankowe            |
| itr         | 90                    | 2,24                  | ziarna                   | 2,5 dnia   | czasowe implantacje dojamowe i śródtkankowe |
| jod         | 125                   | 0,035                 | ziarna                   | 60,25 dnia | implantacje stałe                           |
| kobalt      | 60                    | 1,25                  | igły, tuby, płytki oczne | 5,26 roku  | czasowe implantacje dojamowe i śródtkankowe |
| pallad      | 103                   | 0,021                 | ziarna                   | 17 dni     | implantacje stałe                           |
| rad         | 226                   | 0,19-2,43             | tuby, igły               | 1626 lat   | czasowe implantacje dojamowe i śródtkankowe |
| ruten       | 106                   | 0,412                 | płytki                   | 368 dni    | okulistyka                                  |
| stront      | 89                    | 1,7                   | roztwór                  | 14,3 dnia  | brachyterapia śródnaczyniowa                |
| tantal      | 182                   | 0,07-1,23             | druty, tuby              | 115 dni    | czasowe implantacje                         |
| złoto       | 198                   | 0,412                 | ziarna, druty            | 2,7 dnia   | implantacje stałe                           |

Źródła radioaktywne stosowane w brachyterapii muszą spełniać następujące warunki:
- odpowiednia energia (optymalnie 0,2-0,4 MeV)
- odpowiednio długi czas połowicznego rozpadu
- idealnie bez rozpadu cząsteczkowego
- wysoka aktywność właściwa
- brak gazowych produktów rozpadu
- plastyczność
- odporność na uszkodzenia
- odpowiednia forma